# آلات مثلي (رواية)
آلات مثلي (بالإنجليزية: Machines Like Me)‏ هي رواية للكاتب البريطاني إيان ماك إيوان، نشرت عام 2019م.

## القصة
تدور الأحداث في عقد الثمانينات في القرن العشرين في تاريخ بديل، تفقد فيه المملكة المتحدة جزر فوكلاند، ويكون ألان تورينغ على قيد الحياة، ويوجد الإنترنت والتواصل الاجتماعي والسيارات ذاتية القيادة تكون موجودة بالفعل.
وتدور القصة حول الروبوت آدم والعلاقة بينه وبين ملاكه، وتتضمن تشكل قصة حب.